# Stenochironomus atroconus
Stenochironomus atroconus är en tvåvingeart som beskrevs av Freeman 1955. Stenochironomus atroconus ingår i släktet Stenochironomus och familjen fjädermyggor. Inga underarter finns listade i Catalogue of Life.